# Huibert Gerard Boumeester (militair)
Huibert Gerard Boumeester (Bantam, 17 september 1831 - 's-Gravenhage, 6 januari 1894) was een Nederlands luitenant-generaal, commandant van het Koninklijk Nederlandsch-Indisch Leger en ridder in de Militaire Willems-Orde.

## Loopbaan

### Krijgsverrichtingen in Atjeh
Boumeester werd op 8 juli 1851 benoemd tot tweede luitenant, doorliep achtereenvolgens de verschillende subalterne rangen en werd op 6 mei 1869 benoemd tot majoor, tevens directeur van de constructiewinkel, in welke betrekking hij ook als luitenant-kolonel werkzaam bleef. In 1873/74 nam hij als chef van de artillerie deel aan de Tweede Atjehexpeditie. In 1874 vertrok hij met verlof naar Nederland, vanwaar hij in 1876 terugkeerde naar Indië. Na korte tijd op non-activiteit geweest te zijn, werd hij benoemd tot commandant der veld- en bergartillerie op Java en op 16 januari 1878 benoemd tot kolonel, chef van het wapen der artillerie. In datzelfde jaar (29 juni) werd hij benoemd tot chef van de Generale Staf. Op 26 september 1878 volgde zijn benoeming tot generaal-majoor en de 30ste oktober van dat jaar werd hem het commando opgedragen over de tweede militaire afdeling op Java. Op 2 maart 1879 werd Boumeester luitenant-generaal, commandant van het leger en chef van het Departement van Oorlog in Nederlands-Indië. Hoewel door koortsen gekweld, vertrok hij tijdens de Atjehoorlog van 1877-1881, toen generaal Van der Heijden de leiding had, naar het oorlogsgebied en doorkruiste het gehele op dat moment veroverde gebied. Het optreden van Van der Heijden had zijn instemming. Boumeester verzette zich hevig tegen een voortijdige invoering van het civiele bestuur te Atjeh, maar zonder succes.

### Latere loopbaan

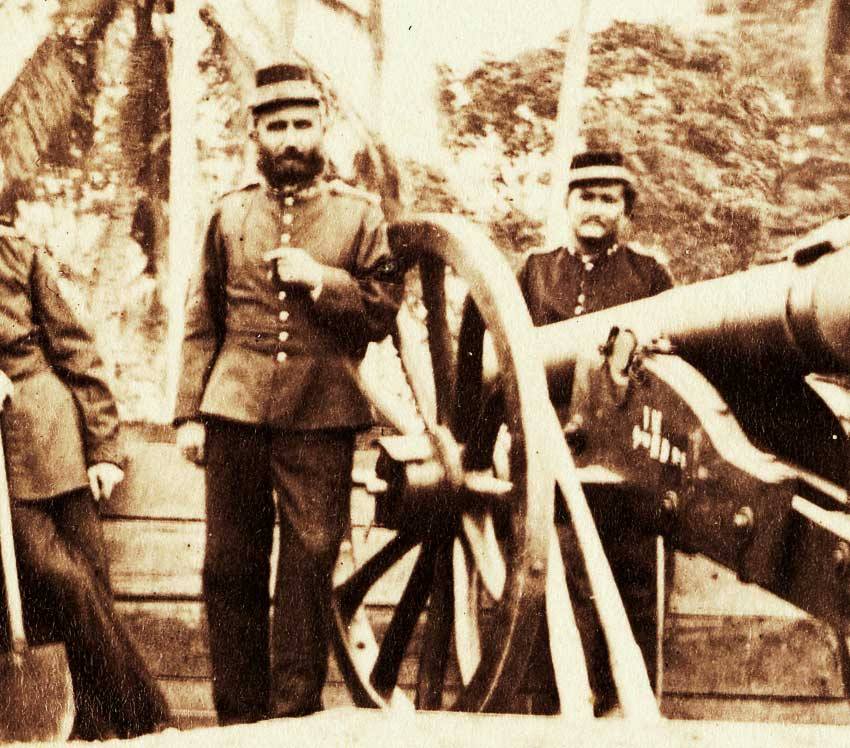
Huibert Gerard Boumeester bij zijn wapen tijdens de Atjeh-expeditie

Boumeester bond de strijd aan voor de belangen van het leger tegen persoonlijke politieke belangen. Op 8 mei 1888 werd hij op zijn verzoek als zodanig ontslagen, onder dankbetuiging voor de bewezen diensten, waarop hij repatrieerde en de 29ste juli 1883 benoemd werd tot adjudant van Z.M. de Koning in buitengewone dienst.
Na de Tweede Atjehexpeditie werd Boumeester benoemd (op 6 oktober 1874) tot ridder in de Militaire Willems-orde en hij was daarnaast drager van het Ereteken voor Belangrijke Krijgsbedrijven, ridder in de Orde van de Nederlandse Leeuw en grootofficier in de Orde van Oranje-Nassau. Ook na zijn pensionering, op 6 juni 1883, bleef Boumeester actief bij verschillende nuttige instellingen; zo was hij geruime tijd voorzitter van het hoofdbestuur van Eigen Hulp en werd daarnaast benoemd tot erevoorzitter van de Vereniging het Ereteken voor Belangrijke Krijgsverrichtingen. In 1891 werd hij benoemd tot Kanselier der Nederlandse Orden, een betrekking die hij tot zijn dood toe vervulde. De "Boumeester Foundation", een stichting die internationaal goede doelen steunt die de lokale cultuur behouden, is door nakomelingen van de generaal opgericht en naar hem vernoemd.
Bij de begrafenis van Boumeester was adjudant van de Koningin Zegers Veeckens aanwezig; de regering was vertegenwoordigd door de minister van Financiën, onder wiens departement Boumeester als kanselier der beide Orden viel, en door de minister van Marine, vergezeld van zijn adjudant. Onder de talrijke andere belangstellenden bevonden zich de leden der Koninklijke hofhouding baron Van Hardenbroek, majoor Sirtema van Grovestins, luitenant Schimmelpenninck, luitenant-generaal Dumonceau, vice-admiraal De Casembroot, de gepensioneerde schout-bij-nacht Van de Velde, schout-bij-nacht Guyot, lid der Tweede Kamer, kapitein Van Löben Sels, de generaals Booms, Romswinckel, Egter van Wissekerke, Mac Leod, Van Bel, baron Taets van Amerongen, Luymes, de vice-admiraals Van Rees en Van Gennep, oud-minister van Marine Dyserinck, schout-bij-nacht Kruys, de officieren en gewezen hoofdofficieren van het Nederlands-Indische leger Seelig, kolonel Van Zuylen, majoor Vervloet, majoor Kielstra, lid van de Tweede Kamer, kolonel Van Kappen en de Nederlands-Indische Spoorweg Maatschappij, die in Boumeester zijn commissaris der regering verloor, vertegenwoordigd door vicepresident Van Kerkwijk, generaal Gerlach en zeeofficier Lucardie. Oud-majoor De Wijs nam het woord om zijn oude chef, tegen wie hij hoog opzag en die hij met zoveel andere vrienden vereerde, te herdenken.
Zijn schoonzoon was Henri Gustave Verspyck, zoon van generaal Verspyck.

## Onderscheidingen
- Ridder der 4e klasse in de Militaire Willems-Orde[1]
- Ridder in de Orde van de Nederlandse Leeuw[1]
- Grootofficier in de Orde van Oranje-Nassau[1]
- Ereteken voor Belangrijke Krijgsbedrijven met baton: "Atjeh 1873-96" [1]
- Medaille voor het deelnemen aan de Expeditie tegen Atjeh 1873-74[1]
- Onderscheidingsteken voor Langdurige Dienst als officier "XXX"[1]

1. 1 2 3 4 5 6  van Steijn, G. (1928). Gedenkboek. Koninklijke Militaire Academie, 270, 322.